# Pleurosalenia
Pleurosalenia is een geslacht van uitgestorven zee-egels uit de familie Saleniidae.

## Soorten
- Pleurosalenia heberti (Cotteau, 1861) † Laat-Campanien naar Vroeg-Maastrichtien van Europa.
- Pleurosalenia maestrichtensis (Schluter) † Maastrichtien, Europa.
- Pleurosalenia bonissenti (Cotteau) † Maastrichtien, Europa.
- Pleurosalenia schluteri (Lambert) † Maastrichtien, Nederland.
- Pleurosalenia karakachi (Weber) † Danien, de Krim.
- Pleurosalenia selandica (Ravn) † Danien, Denemarken.
- Pleurosalenia blandfordi (Duncan & Sladen, 1883) † Laat-Paleoceen, Pakistan.
- Pleurosalenia tertiaria (Tate, 1877) † Laat-Eoceen, Australië.